# Matheo Triki
Pour les articles homonymes, voir Triki.

a Compétitions nationales et continentales officielles uniquement.

b Matchs officiels uniquement.
Dernière mise à jour le 21 octobre 2024.
Matheo Triki, né le 2 février 2001 à La Garenne-Colombes (France), est un joueur international espagnol d'origine française de rugby à XV. Il évolue au poste de troisième ligne aile au SO Chambéry.

## Biographie
Né à La Garenne-Colombes, il passe les premières années de sa vie en Espagne près de Madrid.[réf. nécessaire] Il commence la pratique du rugby à XV tardivement à 16 ans au CR Majadahonda (es), avant de rejoindre le club du CRC Pozuelo.
En 2017, il rejoint le Stade rochelais. Au cours de ses saisons à La Rochelle, il est sélectionné avec l'équipe d'Espagne des moins de 18 ans mais également dans le Top 100 des meilleurs joueurs français des moins de 18 ans et joue une demi-finale du Championnat de France Crabos,,. 
Durant la saison 2019-2020, il fait partie de l'effectif du RC Puilboreau.
Par la suite, il rejoint les espoirs de l'USON Nevers en 2020. 
En novembre 2021, il devient champion d'Europe des moins de 20 ans avec l'Espagne en marquant le premier essai de la finale.
Lors de l'été 2022, il rejoint le SO Chambéry pour un an avant de prolonger pour deux années supplémentaires. Le 22 novembre 2022, il honore sa première cape avec l'équipe d'Espagne contre la Namibie.

## Palmarès
- Vainqueur du Championnat d'Europe en 2021 avec l'équipe d'Espagne des moins de 20 ans.